# Synema lanceolatum
Synema lanceolatum là một loài nhện trong họ Thomisidae.
Loài này thuộc chi Synema. Synema lanceolatum được Cândido Firmino de Mello-Leitão miêu tả năm 1929.